# Stactobia oin
Stactobia oin är en nattsländeart som beskrevs av Schmid 1983. Stactobia oin ingår i släktet Stactobia och familjen smånattsländor. Inga underarter finns listade i Catalogue of Life.